# Kulub
Kulub (ook: Culup) is een vissersdorp aan de kust van de Indische Oceaan in het district Jariban in de regio Mudug in Puntland, een feitelijk autonome doch niet-erkende staat in noordoost Somalië.

Het dorp bestaat uit een zeer systematisch opgezette woonwijk, ca. 1,7 km van de kustlijn. Het achterland bestaat uit een steppe met spaarzame vegetatie, die het domein is van nomaden die rondtrekken met hun vee. Kulub heeft geen haven; bootjes worden op het strand getrokken. Er is een lagere school met 5 klassen (grades), 4 leraren en ca. 120 leerlingen (2004).

Plaatsen in de buurt zijn Garacad (11 km zuidelijk langs de kust); Il-Foocshe (19 km noordelijk langs de kust); Dhinawda Dhigdhigley (42 km noordelijk langs de kust) en de districtshoofdstad Jariiban (60 km landinwaarts).

## Piraterij
Het dorp was een uitvalsbasis van Somalische piraten. De afgelopen jaren werd een aantal door piraten gekaapte schepen naar Kulub gedirigeerd en voor de kust voor anker gelegd, wachtend op de betaling van losgeld door de betrokken eigenaren of rederijen terwijl de bemanning aan boord werd gegijzeld. Dat overkwam o.m. de volgende schepen: het auto-transportschip MV Asian Glory, de MV VOC DAISY, de MV Frigia, de BB (Bunker Barge) Al-Nisr-Al-Saudi, de MV Iceberg 1, de FV Jin-Chun Tsai 68, de FV Al-Dhafir (een Jemenitische Dhow), de MT Olib G, de MT Asphalt Venture, de FV Prantalay 11, de FV Prantalay 12 en de FV Prantalay 14. De laatste drie waren Thaise visserschepen die zonder toestemming van de Indian Ocean Tuna Commission -en dus illegaal- naar tonijn visten op de Indische Oceaan. Ook de onder Noord-Koreaanse vlag varende MW RIM, met naar verluidt een lading klei, werd bij Kulub vastgehouden. De Syrische bemanning van dit schip werd in juni 2010 na een gijzeling van 4 maanden bevrijd door het Nederlandse marineschip Johan de Witt.
Vanaf 2013 is de piraterij in Somalische wateren sterk afgenomen.

## Tsunami 2004
Kulub behoort tot de vier plaatsen in Somalië die het zwaarst getroffen werden door tsunami van 26 december 2004 (de andere drie zijn Hafun, Bander Beyla en Arin Ragazz). 200 huizen werden beschadigd. De school ging geheel verloren. De waterbronnen van het dorp die vlak achter de duinen liggen, werden overspoeld met zout water en verzandden. 11 dagen na de tsunami stond nog steeds een deel van het dorp onder water. Naar schatting 44 van de 76 vissersboten gingen verloren Na de ramp verkeerde 20% van de bevolking in een humanitaire noodsituatie en kon 30-40% niet meer in zijn levensonderhoud voorzien (m.n. vanwege het verlies van de vissersboten). Na de tsunami deelde UNICEF materialen uit aan de bevolking voor noodonderkomens en gingen veel leerlingen naar school in Garacad, 20 km zuidelijker langs de kust. Dit dorp ligt iets verder van de kustlijn; er was daar veel minder schade. Ook moesten de bewoners en nomaden uit Kulub met hun vee water halen in Garacad, waar nog één waterput functioneerde. Vanaf 2006 werden er nieuwe waterputten geslagen in Kulub, gefinancierd door de International Development and Relief Foundation (IDRF). Het dorp werd bij de herbouw een kilometer verder landinwaarts geplaatst. Op de plaats van het oude -door de tsunami getroffen- dorp is nu vrijwel niets meer te zien.

## Klimaat
Kulub heeft een tropisch savanneklimaat met een gemiddelde jaartemperatuur van 27,2 °C. De warmste maand is mei, met een gemiddelde temperatuur van 29 °C; januari is het koelste, gemiddeld 24,9 °C. De jaarlijkse regenval bedraagt 154 mm (ter vergelijking, in Nederland ca. 800 mm). Er zijn twee uitgesproken regenseizoenen, in april-mei en oktober-november. Mei is de natste maand met ca. 55 mm neerslag. Van december t/m maart valt er weinig neerslag, en in de vier maanden juni t/m september is het vrijwel geheel droog.